# مایکل کولتر
مایکل کولتر (انگلیسی: Michael Coulter؛ زادهٔ ۱۹۵۲) فیلم‌بردار اهل بریتانیا است.

## گزیدهٔ آثار
- مالفیسنت (۲۰۱۴)
- شتاب (۲۰۱۳)
- دزدی بانک (۲۰۰۸)
- منسفیلد پارک (۲۰۰۳)
- ناتینگ هیل (۱۹۹۹)
- عقل و احساس (۱۹۹۵)
- انسان بودن (۱۹۹۴)
- چهار عروسی و یک تشییع جنازه (۱۹۹۴)
- مردگان (۱۹۸۷)
- آسایش و خوشی (۱۹۸۴)
- قهرمان محلی (۱۹۸۳)
- دختر گرگوری (۱۹۸۱)